# Milica Kacin Wohinz
Milica (Emilija) Kacin Wohinz, slovenska zgodovinarka, * 13. oktober 1930, Reka, Cerkno, † 28. december 2021.
Raziskovalno se je posvečala zlasti vprašanju primorskih Slovencev, ki so se po prvi svetovni vojni znašli pod italijansko oblastjo.
Vso svojo kariero je delovala na Inštitutu za novejšo zgodovino, ki se mu je pridružila že ob ustanovitvi leta 1959 (takrat pod imenom Inštitut za zgodovino delavskega gibanja), med letoma 1979 in 1983 je bila tudi njegova direktorica. Upokojila se je leta 1993. 
Med letoma 1993 in 2000 je sopredsedovala mešani slovensko-italijanski zgodovinsko-kulturni komisiji, ki sta jo ustanovili vladi obeh držav, da bi preučila slovensko-italijanske odnose v času pred in po dveh svetovnih vojnah. 
Objavila je vrsto znanstvenih razprav in monografij, številne med njimi so prevedene tudi v italijanščino: Primorski Slovenci pod italijansko zasedbo, 1918–1921 (1972; na osnovi doktorske disertacije, obranjene 1970), Narodnoobrambno gibanje primorskih Slovencev 1921–1928 (1977), Prvi antifašizem v Evropi: Primorska 1925–1935 (1990; Kidričeva nagrada za vrhunsko delo, 1991). Leta 1998 je v italijanščini s soavtorjem Jožetom Pirjevcem izdala pregledno zgodovino Slovencev v Italiji (Storia degli sloveni in Italia), ki je leta 2000, dopolnjena z dokumentarnim gradivom, izšla tudi v slovenščini. Skupaj z Marto Verginella sta izdali knjigo Primorski upor fašizmu: 1920-1941 (2008). Goriška Mohorjeva družba je v italijanščini izdala izbor njenih člankov v knjigi Vivere al confine: sloveni e italiani negli anni 1918–1941, leta 2010 pa je v italijanščini izšel nekoliko dopolnjen prevod že leta 1972 izdane knjige, ki nosi nekoliko zavajajoč naslov Alle origini del fascismo di confine (K začetkom obmejnega fašizma).
Kot prva iz Slovenije je za osvetlitev zgodovine slovenske Primorske uporabila tudi gradivo iz italijanskih osrednjih arhivov, ki so bili osnovni vir njenih raziskav. Ob arhivskem gradivu je svoje vedenje dopolnjevala z intervjuji in razgovori z udeleženci dogajanja. Po njeni zaslugi imamo Slovenci celosten pregled zgodovine Primorske v obdobju med obema svetovnima vojnama. Raziskovalno je obdelala italijanske oblastne in politične strukture in politično delovanje med primorskimi Slovenci (in deloma tudi istrskimi Hrvati), zlasti v delavskih (komunističnih) in meščanskih (narodnjaških) krogih, zaradi nedostopnosti gradiva pa nekoliko manj krščansko-socialne kroge. Prva je med slovenskimi zgodovinarji ocenila tudi vlogo organizacije TIGR.
Njeni sestri sta bili pisateljici, prevajalki in igralki Nedeljka Pirjevec ter Irma Flis.

## Priznanja
Leta 1974 je s soavtorji prejela Nagrado Sklada Borisa Kidriča za delo Primorski Slovenci pod italijansko zasedbo 1918—1921. Leta 1991 je prejela Kidričevo nagrado za delo Prvi antifašizem v Evropi  in leta 2018 tudi Zoisovo nagrado za življenjsko delo na področju zgodovinopisja.
Leta 2000 ji je takratni predsednik Republike Slovenije Milan Kučan podelil častni znak svobode Republike Slovenije z naslednjo utemeljitvijo: »za zasluge dosežene v znanstvenem in strokovnem delu ob sedemdesetletnici«.